# Toxomerus vertebratus
Toxomerus vertebratus är en tvåvingeart som först beskrevs av Camillo Rondani 1863.  Toxomerus vertebratus ingår i släktet Toxomerus och familjen blomflugor. Inga underarter finns listade i Catalogue of Life.